# أليكس وود
أليكس وود هو لاعب هوكي الجليد كندي، ولد في 15 يناير 1911 في فلكرك في المملكة المتحدة، وتوفي في 4 أبريل 1979.

## وصلات خارجية
- أليكس وود على موقع دوري الهوكي الوطني (الإنجليزية)
- أليكس وود على موقع قاعة مشاهير الهوكي (لاعب أن.إتش.أل) (الإنجليزية)
- أليكس وود على موقع EliteProspects.com (الإنجليزية)
- أليكس وود على موقع HockeyDB.com (الإنجليزية)